# Nissan Bluebird
La Nissan Bluebird è un'autovettura di medie dimensioni prodotta dalla casa automobilistica giapponese Nissan Motor dal 1957 al 2001 in undici serie, più una serie aggiuntiva (un doppione della nona) dal 1985 al 1990 destinata per i mercati esteri. Fino alla settima serie fu venduta con marchio Datsun come Datsun Bluebird. In seguito, e fino alla fine della produzione, è stata commercializzata con marchio Nissan.
La competizione tra la Datsun Bluebird e la Toyota Corona, sua diretta concorrente, tra il 1959 e il 1967 viene definita BC war. La Bluebird era più focalizzata sulla tecnologia, mentre Toyota era più concentrata sul marketing e successivamente sull'affidabilità. Si distinguono una prima e una seconda BC war. La prima iniziò nel 1959 e terminò, dal punto di vista delle vendite, con la sconfitta della Toyota. La seconda iniziò nel 1963 e terminò con la sconfitta di Nissan nel 1966 quando la Toyota superò il suo concorrente nei mercati di esportazione.

## Panoramica
Nel corso del tempo ci sono state le seguenti serie:
- Prima serie. Datsun Bluebird 210/211 (1957–1961): berlina, motore da 1 L.
- Seconda serie. Datsun Bluebird 310 (1959-1963): berlina e familiare, motore da 1,2 litri.
- Terza serie. Datsun Bluebird 410/411 (1963–1967): berlina, coupé e familiare, motore 1,2 o 1,3 litri, dal 1964 disponibile anche una versione sportiva, la Bluebird SS, dal 1965 ridenominata Bluebird SSS.
- Quarta serie. Datsun Bluebird 510 (1967-1972): berlina, coupé e familiare, motore da 1,3 a 1,6 litri.
- Quinta serie. Datsun Bluebird 610 (1971-1976): berlina, coupé e familiare, motore da 1,6 a 2 litri.
- Sesta serie. Datsun Bluebird 810 (1976-1979): berlina, coupé e familiare, motore da 1,6 a 2,4 litri.
- Settima serie. Datsun Bluebird 910 (1979-1983): berlina, coupé e familiare, motore da 1,6 a 2,4 litri.
- Ottava serie. Nissan Bluebird U11 (1983–1986): berlina, coupé e familiare (anche berlina hardtop a quattro porte in Giappone), motore da 1,6 a 2 litri.
- Nona serie. Nissan Bluebird U12 (1987–1991): berlina, berlina hardtop, berlina hatchbak, coupé e familiare, motore da 1,6 a 2 litri, nessuna esportazione in Europa. Per il mercato europeo fu destinata la Nissan Bluebird T12/T72 (1985–1991), disponibile in versione berlina e berlina hardtop, e con motore da 1,6–2,4 litri. Quest'ultima era in realtà una Nissan Oyster rimarchiata.
- Decima serie. Nissan Bluebird U13 (1991-1997): berlina, berlina hardtop (Bluebird ARX), berlina hatchbak, coupé e familiare, motore da 1,6 a 2,4 litri, nessuna esportazione in Europa.
- Undicesima serie. Nissan Bluebird U14 (1996-2001): berlina e berlina hardtop, motore da 1,8 a 2 litri, nessuna esportazione in Europa.

## La prima serie: 1957-1961

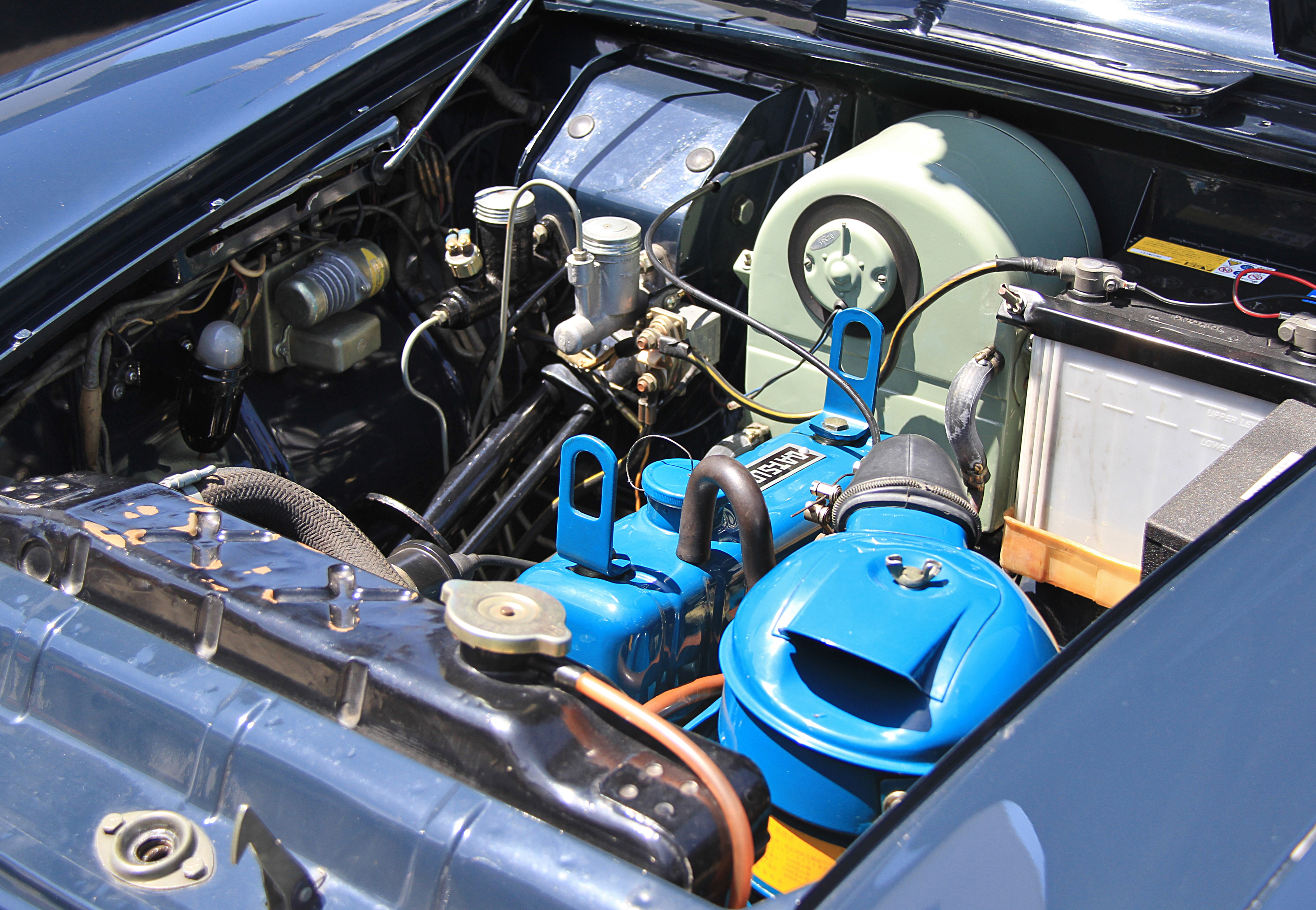
Il motore di una Datsun Bluebird del 1959

Introdotta a metà del 1957, la prima serie della Datsun Bluebird, chiamata anche Datsun 210, è stato il modello successore della Datsun 110. La Bluebird prima serie era una berlina quattro porte lunga 3,80 metri e avente un peso a vuoto di 930 kg. Possedeva un motore anteriore a quattro cilindri ed era a trazione posteriore. Il cambio era manuale a quattro rapporti. Fu offerta con un propulsore a valvole laterali da 0,86 L di cilindrata e 34 CV di potenza oppure con un motore da 0,99 L a valvole in testa da 37 CV. Questo primo modello era ad assale rigido anteriore e posteriore, e possedeva freni a tamburo sulle quattro ruote. Un modello pressoché identico era offerto dal 1958 negli Stati Uniti, e in altri mercati di esportazione, con il nome di Datsun 1000. La trazione era posteriore. 
Dall'ottobre 1957 fu offerta una versione più economica della 210 che venne denominata Datsun 114. Aveva una calandra diversa ed era anch'essa equipaggiata con un motore da 0,86 L, ma da 25 CV di potenza, già installato sulla Datsun 110. Dall'ottobre 1958 fu commercializzata la Datsun 211, che sostituì la 210. Aveva un lunotto più grande e un frontale leggermente rivisto. Aveva lo stesso motore da 0,86 L della Datsun 115, ma erogante 27 CV di potenza. Le versioni per il mercato interno giapponese della 210 e della 211 equipaggiate con il motore da 0,99 L furono designate, nel 1959, Datsun Bluebird.

## La seconda serie: 1959-1963

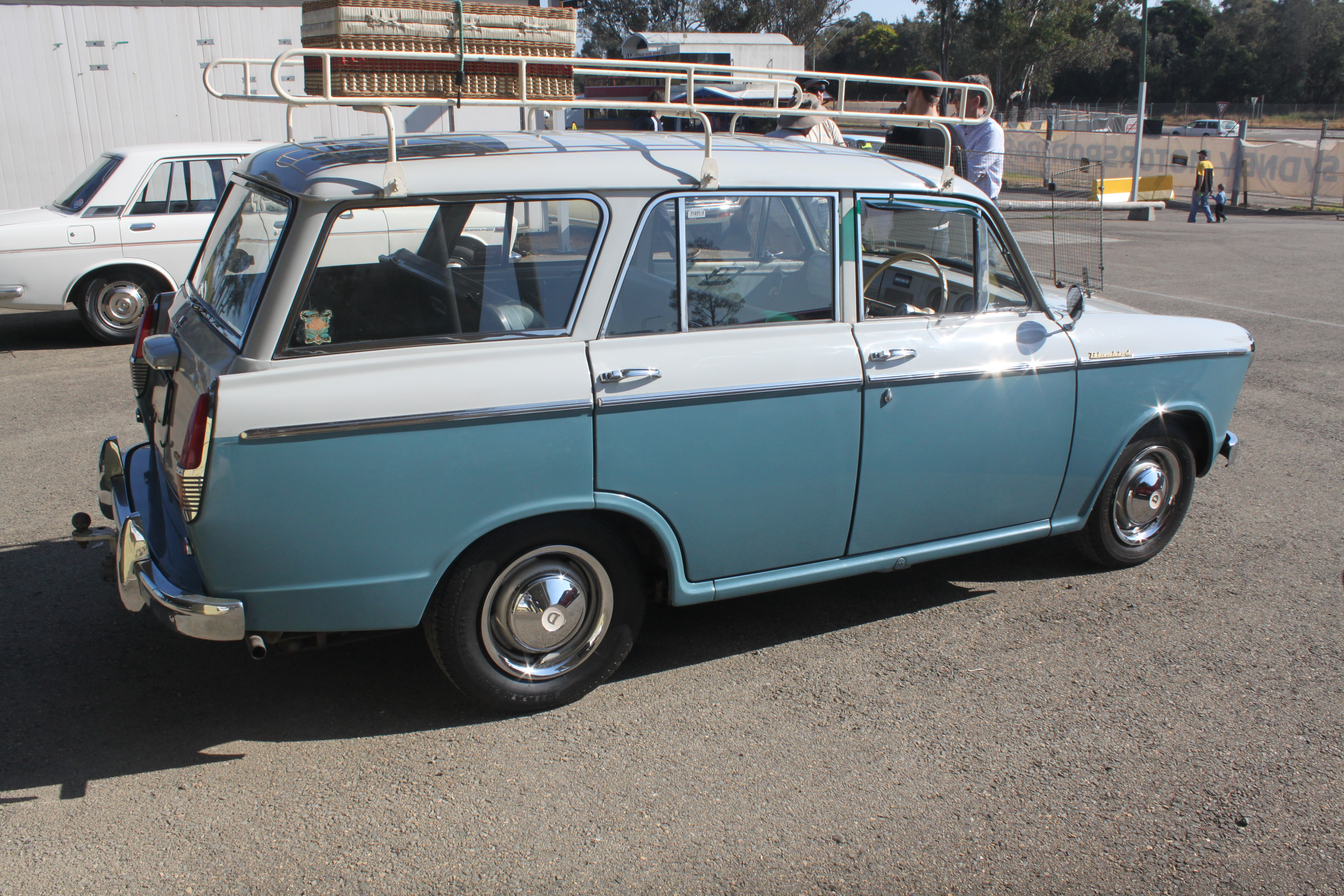
Una Datsun Bluebird seconda serie versione familiare

Dalla metà del 1959 venne commercializzata la seconda serie del modello, ora ufficialmente chiamata Datsun Bluebird. Le Bluebird seconda serie erano leggermente più grandi dei modelli della prima generazione, avendo un passo più lungo di 6 cm e una lunghezza maggiore di 3 cm. Questa seconda era spinta da un motore un quattro cilindri a valvole in testa da 1,2 litri di cilindrata che erogava una potenza di 48 CV, oppure da un propulsore da 0,99 L a valvole in testa da 37 CV di potenza. Il modello era dotato di un cambio a tre rapporti, e aveva installate delle sospensioni anteriori indipendenti a bracci trasversali. Oltre alla berlina a quattro porte, fu aggiunta all'offerta anche la familiare a cinque porte. La trazione era posteriore.

## La terza serie: 1963-1967

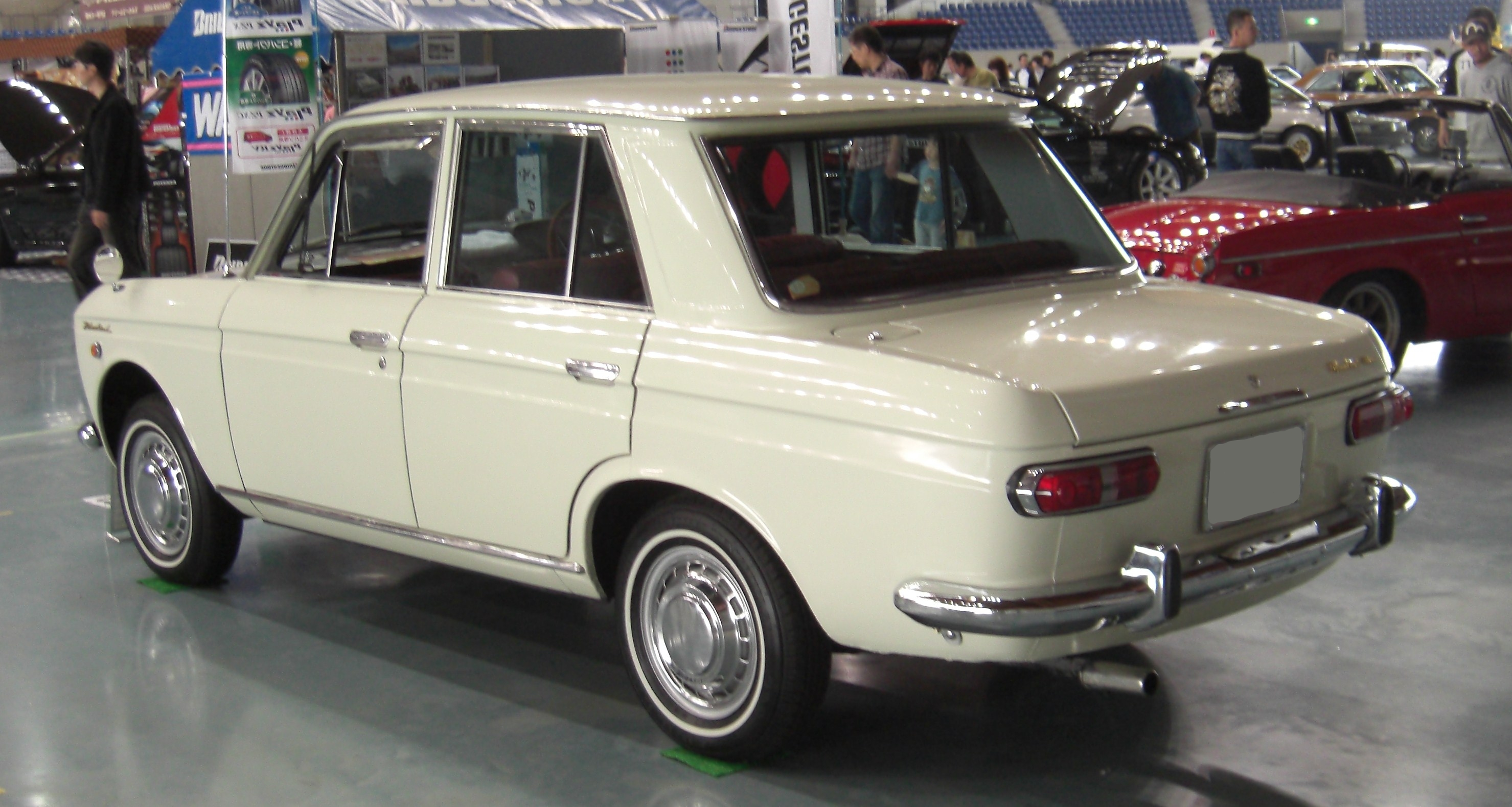
Il retro di una Datsun Bluebird terza serie

La terza serie della Bluebird ebbe dotazione, rispetto alla generazione precedente, un motore più potente da 1,2 litri, la cui potenza era compresa tra i 55 a i 60 CV. All'offerta fu aggiunto un motore da 1,3 L di cilindrata che erogava 67 CV. La gamma comprendeva una berlina a quattro porte e una familiare a cinque porte con cambio manuale a tre o quattro rapporti. Il modello aveva sospensioni ad assale rigido posteriore con molle a balestra. La trazione era posteriore. Nel 1965 avvenne un lieve restyling del modello, che ne modificò leggermente le linee. Dal 1964 fu disponibile anche una versione sportiva, la Bluebird SS, dal 1965 ridenominata Bluebird SSS.

## La quarta serie: 1967-1972

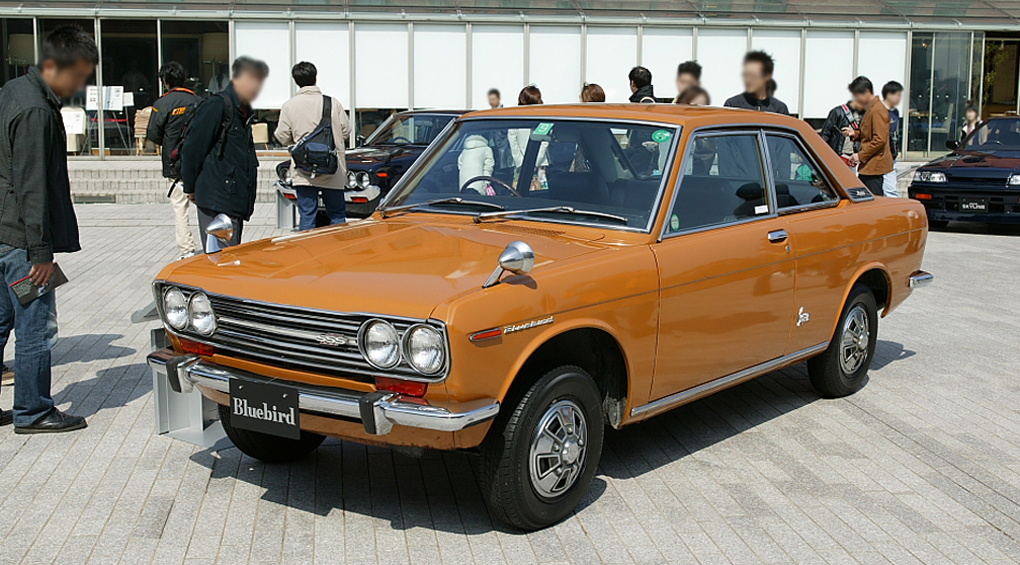
Una Datsun Bluebird quarta serie coupé versione "SSS"

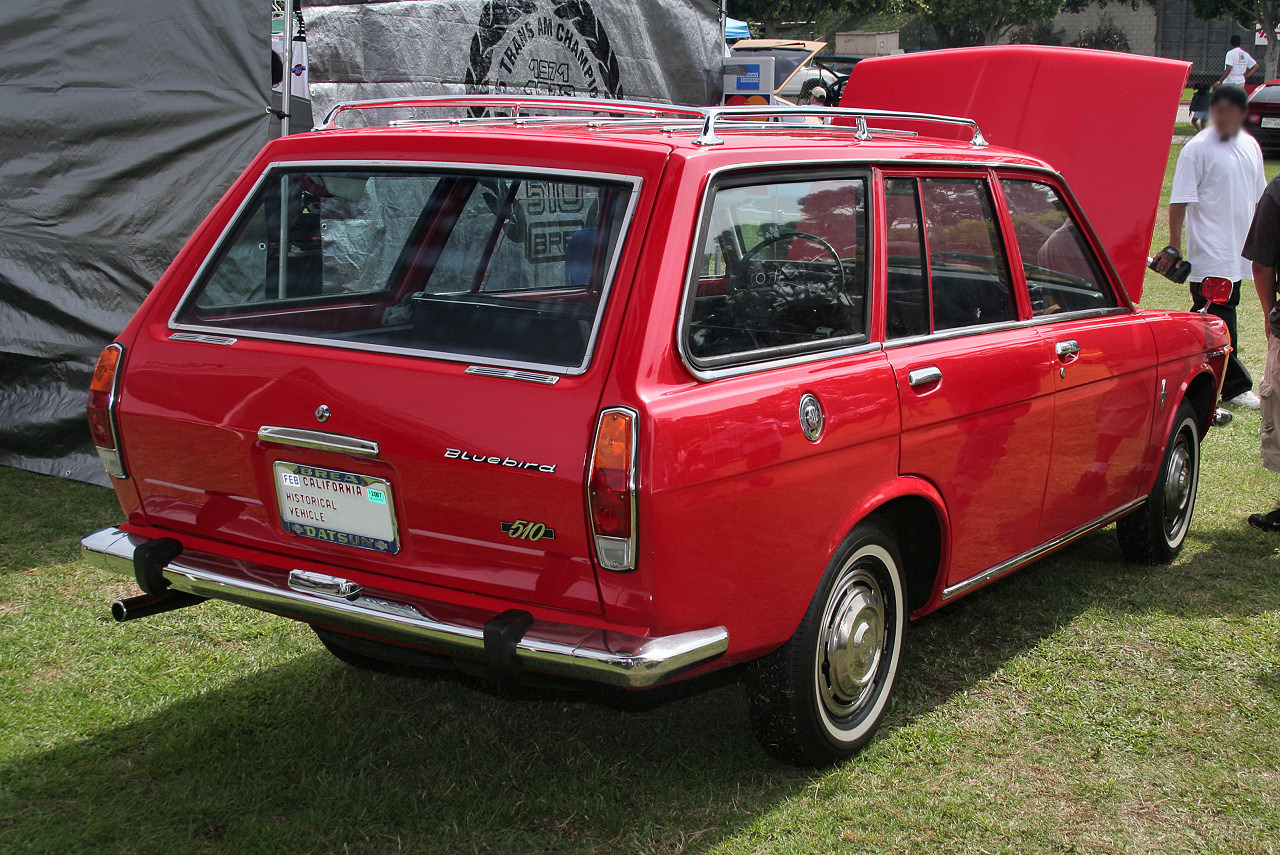
Una Datsun Bluebird quarta serie familiare

La quarta serie della Bluebird (chiamato Datsun 510 negli Stati uniti) ha rappresentato un importante passo avanti per il modello. Era infatti disponibile come berlina quattro porte, familiare cinque porte e, per la prima volta, come coupé due porte. Inoltre ci furono delle migliorie tecniche, come i freni a disco anteriori, e le ruote posteriori a sospensioni indipendente con bracci longitudinali. Le motorizzazioni erano due, entrambe a quattro cilindri in linea: un propulsore da 1,3 L di cilindrata erogante 77 CV di potenza e un motore da 1,6 L e 96 CV. In particolare, il motore da 1,6 L era dotato di un carburatore a doppio corpo e di valvole in testa, derivanti dalla sportiva Datsun Fairlady. Il cambio era manuale a quattro rapporti oppure automatico a tre marce. La trazione era posteriore. In alcuni mercati è stata offerta una variante sportiva, avente installato il motore da 1,6 L di cilindrata, ma erogante da 110 CV, che fu chiamata Bluebird SSS. Negli Stati Uniti in particolare, questa generazione Bluebird ha ottenuto una notevole popolarità come piccola berlina sportiva. In Australia, invece, il modello è stato venduto come Datsun 1600 in tutte le varianti di modello.

## La quinta serie: 1971-1976

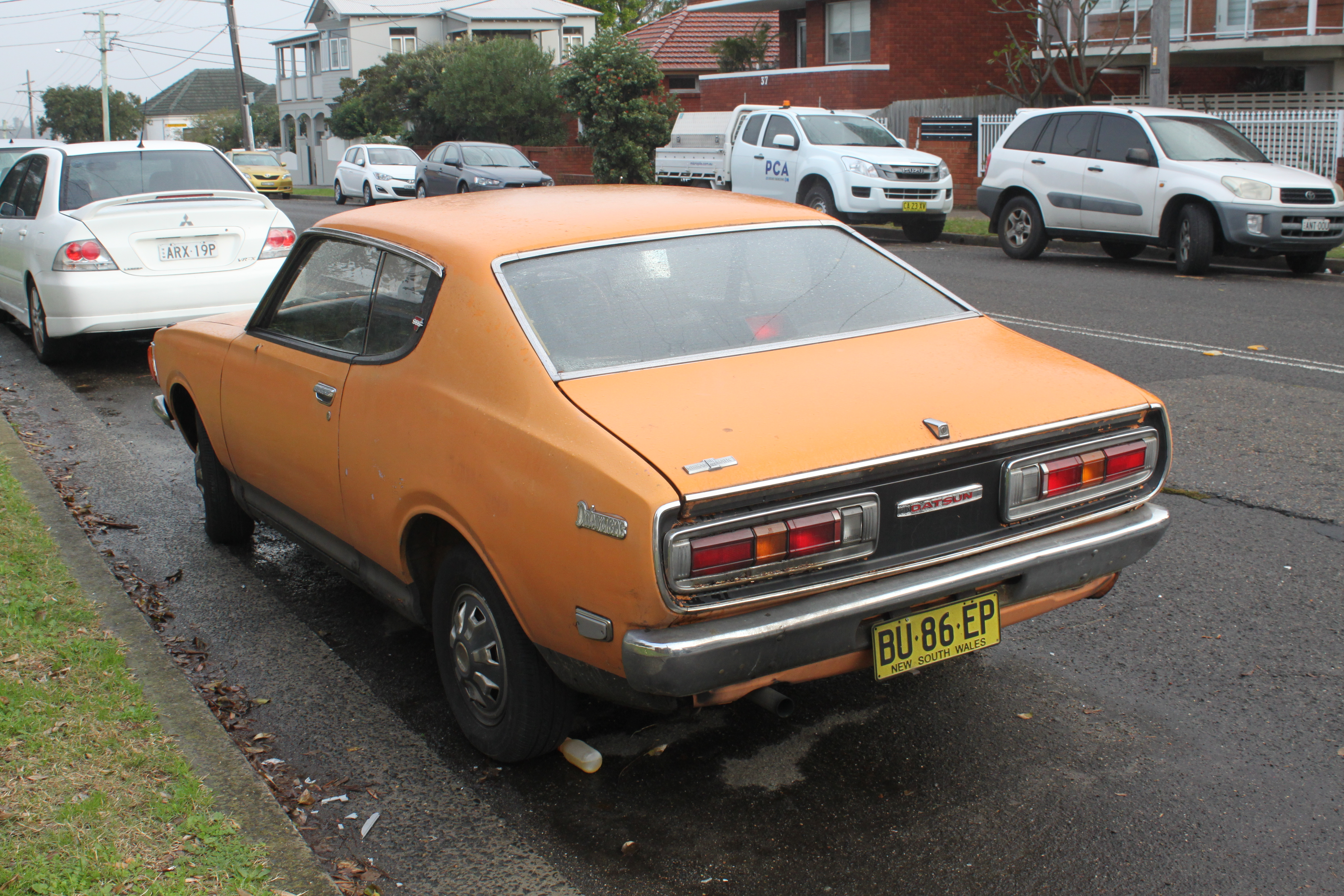
Vista posteriore di una Bluebird quinta serie coupé

Nell'estate del 1971 venne lanciato sul mercato la quinta serie della Bluebird, progettata per essere semplice dalle linee più spigolose. Sui mercati esteri fu chiamata Datsun 1600, Datsun 160 o Datsun 180B, mentre negli Stati Uniti Datsun 610. Era disponibile in versione berlina quattro porte, coupé due porte e familiare cinque porte. 
Le motorizzazioni offerte erano quattro. Erano disponibili il propulsore da 1,6 L di cilindrata erogante 96 CV di potenza della serie precedente della Bluebird, oltre che un motore da 1,8 L e 104 CV e un propulsore da 2 L e 110 CV. Questi ultimi erano tutti a quattro cilindri in linea. Era anche offerto un motore a sei cilindri in linea da 2 L e 115 CV. Il cambio era manuale a quattro o cinque rapporti o automatico a tre rapporti. La trazione era posteriore.

## La sesta serie: 1976-1979

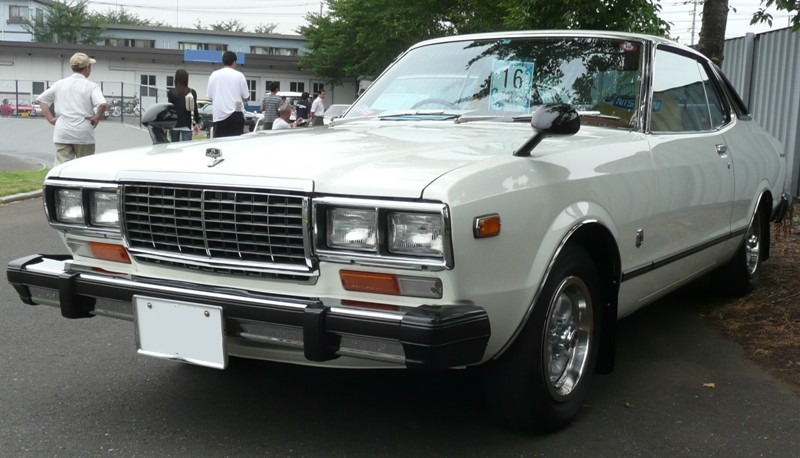
Una Bluebird sesta serie versione coupé avente installato il motore da 2 L di cilindrata

Alla fine del 1976 venne presentata la sesta serie della Bluebird, che negli Stati Uniti fu venduta con il nome Datsun 810. In Australia era venduta come Datsun 200B, mentre in Nuova Zelanda prese il nome di Datsun 160B, Datsun 180B o Datsun 200B a seconda del motore installato.
Era disponibile in versione berlina quattro porte, coupé due porte e familiare cinque porte. Le motorizzazioni offerte erano quattro. Erano disponibili il propulsore da 1,6 L di cilindrata erogante 96 CV di potenza delle due serie precedenti della Bluebird, oltre che un motore da 1,8 L e 104 CV, un propulsore da 2 L e 110 CV e un motore da 2,4 L e 128 CV. Questi ultimi erano a sei cilindri in linea, mentre gli altri erano a quattro cilindri in linea. Il motore da 1,8 L era fornito di un sistema a doppio carburatore che erogava due cavalli in più di potenza. Il cambio era manuale a quattro o cinque rapporti o automatico a tre rapporti. La trazione era posteriore.

## La settima serie: 1979-1983

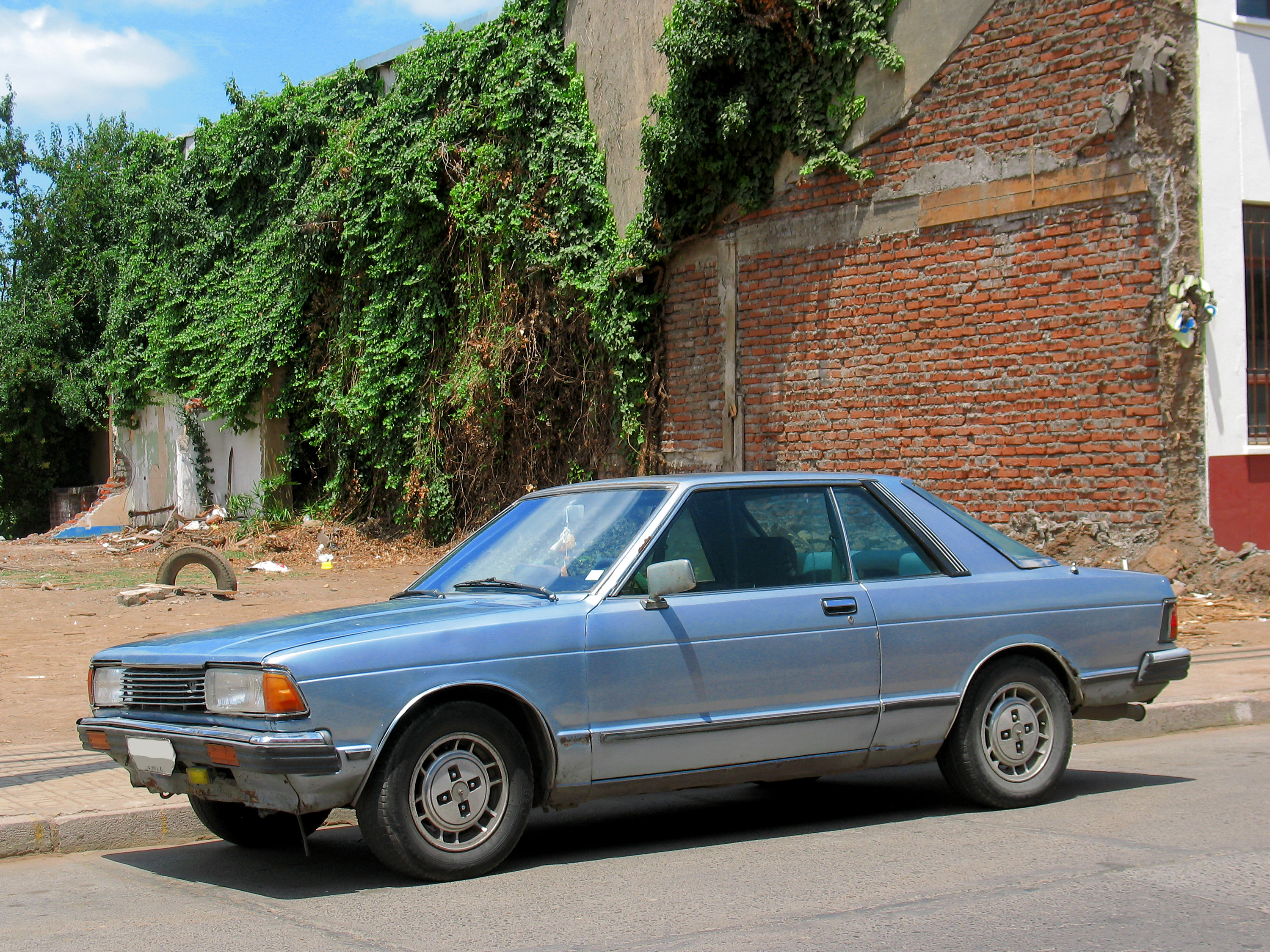
Una Bluebird settima serie versione coupé del 1981

La settima serie della Bluebird, l'ultima a portare il marchio Datsun, venne introdotta in Giappone nell'autunno 1979. Negli Stati Uniti venne sempre venduta con il nome di Datsun 810. Era disponibile in versione berlina quattro porte, coupé due porte (fino al 1982) e familiare cinque porte, quest'ultima chiamata Bluebird Traveller.
Erano disponibili, come per la serie precedente, il propulsore da 1,6 L di cilindrata erogante 96 CV di potenza delle due serie precedenti della Bluebird, oltre che un motore da 1,8 L e 104 CV, un propulsore da 2 L e 110 CV e un motore da 2,4 L e 128 CV. Questi ultimi erano a sei cilindri in linea, mentre gli altri erano a quattro cilindri in linea. Il motore da 1,8 L era fornito di un sistema a doppio carburatore che erogava due cavalli in più di potenza. In Giappone era offerta anche una variante turbo del motore da 2 L. All'inizio del 1981, alla gamma venduta in Europa, fu aggiunto un motore diesel da 2 L e 60 CV. La trazione era posteriore. 

## L'ottava serie: 1983-1986

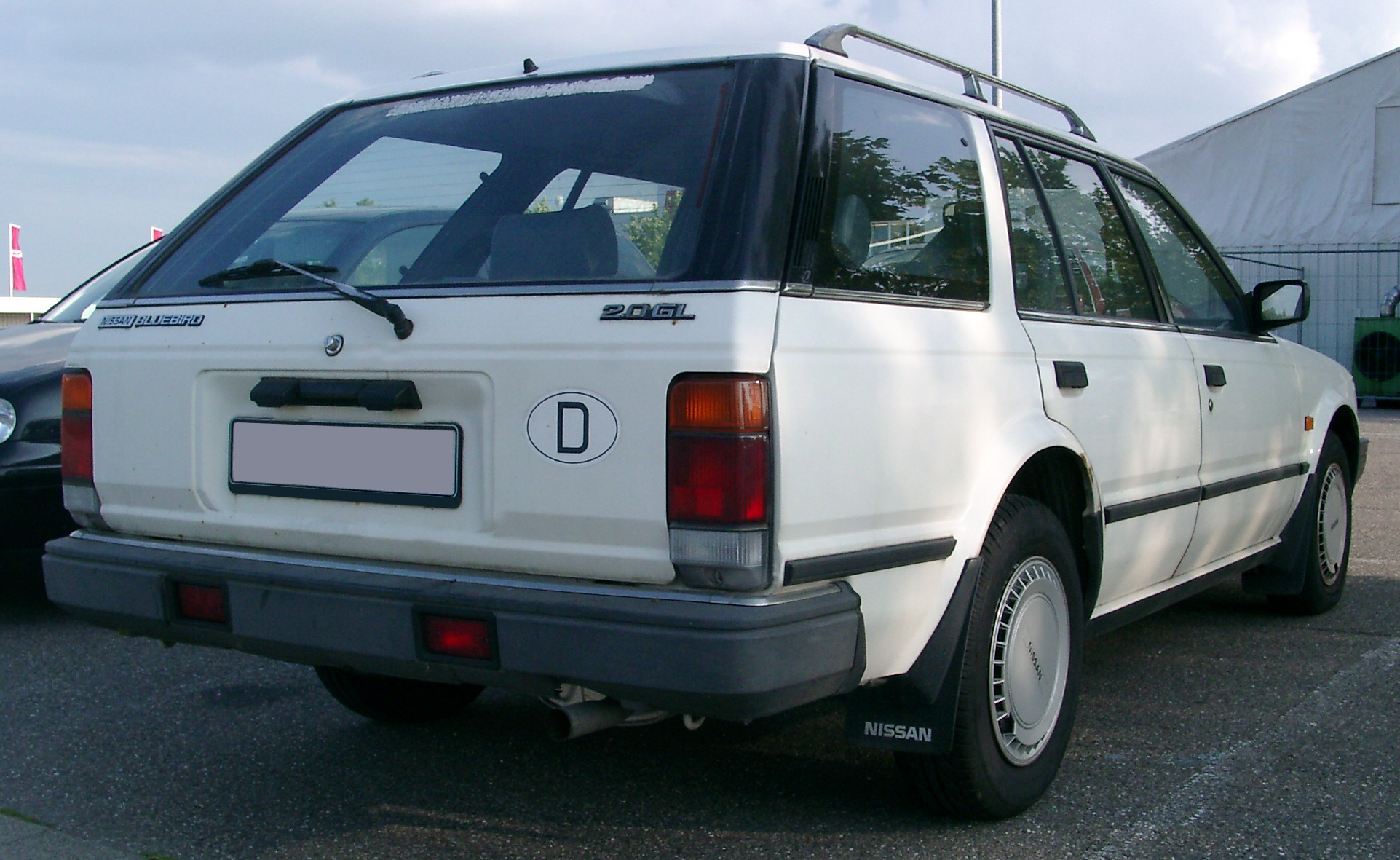
Una Bluebird ottava serie versione familiare

Fu la prima serie della Bluebird ad essere marchiata Nissan in luogo di Datsun, e fu la prima Bluebid a trazione anteriore. Lanciata in Giappone nel novembre 1983, aveva motore montato anteriormente. Era disponibile in versione berlina quattro porte, coupé due porte e familiare cinque porte, quest'ultima chiamata Bluebird Traveller. In Giappone era disponibile anche in versione hard-top a quattro porte.
Erano disponibili un propulsore da 1,6 L di cilindrata erogante 80 CV di potenza, un motore da 1,8 L e 89 CV (quest'ultima fu aumentata a 131 CV nel 1985) e un propulsore da 2 L e 105 CV. Quest'ultimo era a un motore V6, mentre gli altri erano a quattro cilindri in linea. La motorizzazione comprendeva anche un motore diesel da 2 L e 65 CV un propulsore turbodiesel da 2 L e 79 CV, entrambi a quattro cilindri in linea. Il cambio era manuale a quattro o cinque rapporti o automatico a tre o quattro rapporti.

## La nona serie: 1987-1991

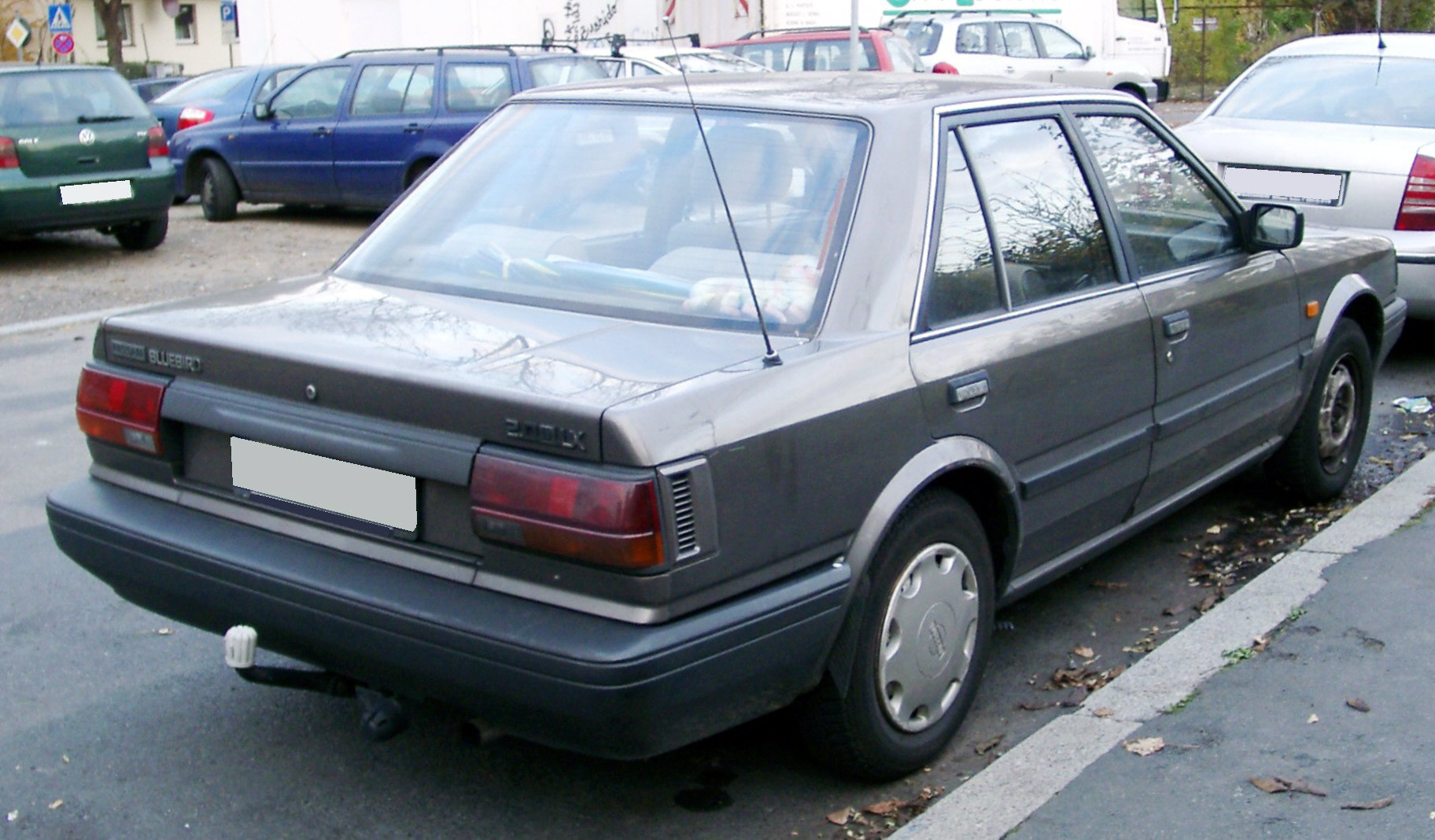
Una Nissan Bluebird nona serie destinata solo al mercato europeo

Era disponibile in versione berlina quattro porte, coupé due porte, hard-top quattro porte e familiare cinque porte. Alla gamma, rispetto alla generazione precedente, fu aggiunta la versione hatchback cinque porte. In Giappone era disponibile anche in versione hard-top a quattro porte. Per il mercato europeo fu destinata la Nissan Bluebird T12/T72 (1985–1991), disponibile in versione berlina e berlina hardtop, e con motore da 1,6–2,4 litri. Quest'ultima era in realtà una Nissan Oyster rimarchiata.
La trazione era anteriore oppure integrale. Erano disponibili un propulsore da 1,6 L di cilindrata erogante 80 CV di potenza, un motore da 1,8 L e 89 CV (per quest'ultimo motore, erano disponibili anche le versioni da 91 CV, da 108 CV e da 131 CV, nonché la versione sovralimentata da 166 CV), un propulsore da 2 L e 105 CV (per quest'ultimo motore, erano disponibili anche le versioni da 125 CV e 165 CV, nonché la versione sovralimentata da 201 CV) e un motore da 2,4 L e 134 CV. La motorizzazione comprendeva anche un motore diesel da 2 L e 66 CV. Tutti i propulsori erano a quattro cilindri in linea. Il cambio era manuale a cinque rapporti o automatico a quattro rapporti. La trazione era anteriore.

## La decima serie: 1991-1997

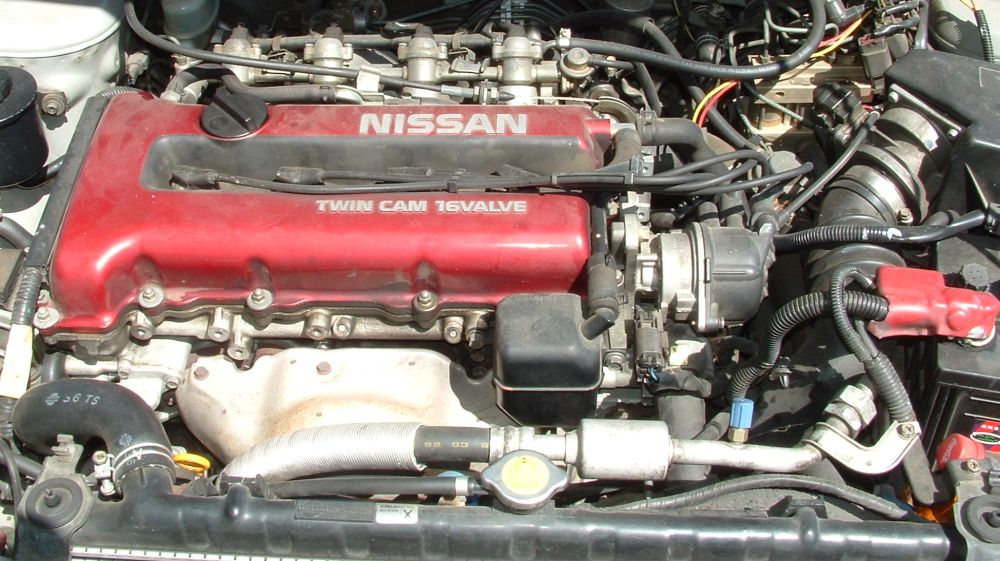
Il motore da 2 L sovralimentato di una Bluebird decima serie

La decima serie di Bluebird fu riservata al Giappone, all'Asia e agli Stati Uniti (fino al 1992 ancora con il nome Nissan Stanza, poi sostituita dalla Nissan Altima). Era disponibile in versione berlina quattro porte, coupé due porte, hard-top quattro porte, hatchback cinque porte e familiare cinque porte. Alla gamma, rispetto alla generazione precedente, fu aggiunta la versione hatchback cinque porte. Mentre la Bluebird versione normale aveva una forma più spigolosa, la versione hard-top, chiamata ARX, aveva linee più arrotondate. Questa serie di Bluebird fu prodotta su licenza in Cina dalla Dongfeng Nissan dal 1999 al 2001.
La trazione era anteriore oppure integrale. Erano disponibili un propulsore da 1,6 L di cilindrata erogante 89 CV di potenza, un motore da 1,8 L e 123 CV, un propulsore da 2 L e 165 CV (per quest'ultimo motore era disponibile anche la versione sovralimentata da 206 CV) e un motore da 2,4 L e 247 CV. La motorizzazione comprendeva anche un motore diesel da 2 L e 66 CV. Tutti i propulsori erano a quattro cilindri in linea. Il cambio era manuale a cinque rapporti o automatico a quattro rapporti. La trazione era anteriore.

## L'undicesima serie: 1996-2001
Dopo questa undicesima serie, il nome Bluebird in Giappone è stato utilizzato sulla Nissan Sylphy, la cui prima generazione era una classe inferiore all'ultima Bluebird, mentre la seconda generazione era paragonabile per dimensioni a questa undicesima serie di Bluebird. L'undicesima serie di Bluebird era disponibile in versione berlina quattro porte e hard-top quattro porte.
La trazione era anteriore oppure integrale. Erano disponibili un propulsore da 1,8 L di cilindrata erogante 123 CV di potenza e un motore da 2 L e 165 CV. La motorizzazione comprendeva anche un motore diesel da 2 L e 66 CV. Tutti i propulsori erano a quattro cilindri in linea. Il cambio era manuale a cinque rapporti o automatico a quattro rapporti. Era disponibile anche il cambio continuo. La trazione era anteriore.